# سكوت زولاك
سكوت زولاك (بالإنجليزية: Scott Zolak)‏ (و. 1967  م) هو لاعب كرة قدم أمريكية أمريكي، ولد في بيتسبرغ، مركز لعبه هو ظهير ربعي.

## التعليم
تعلم في Ringgold High School (Pennsylvania) ‏
.